# 摺鉦

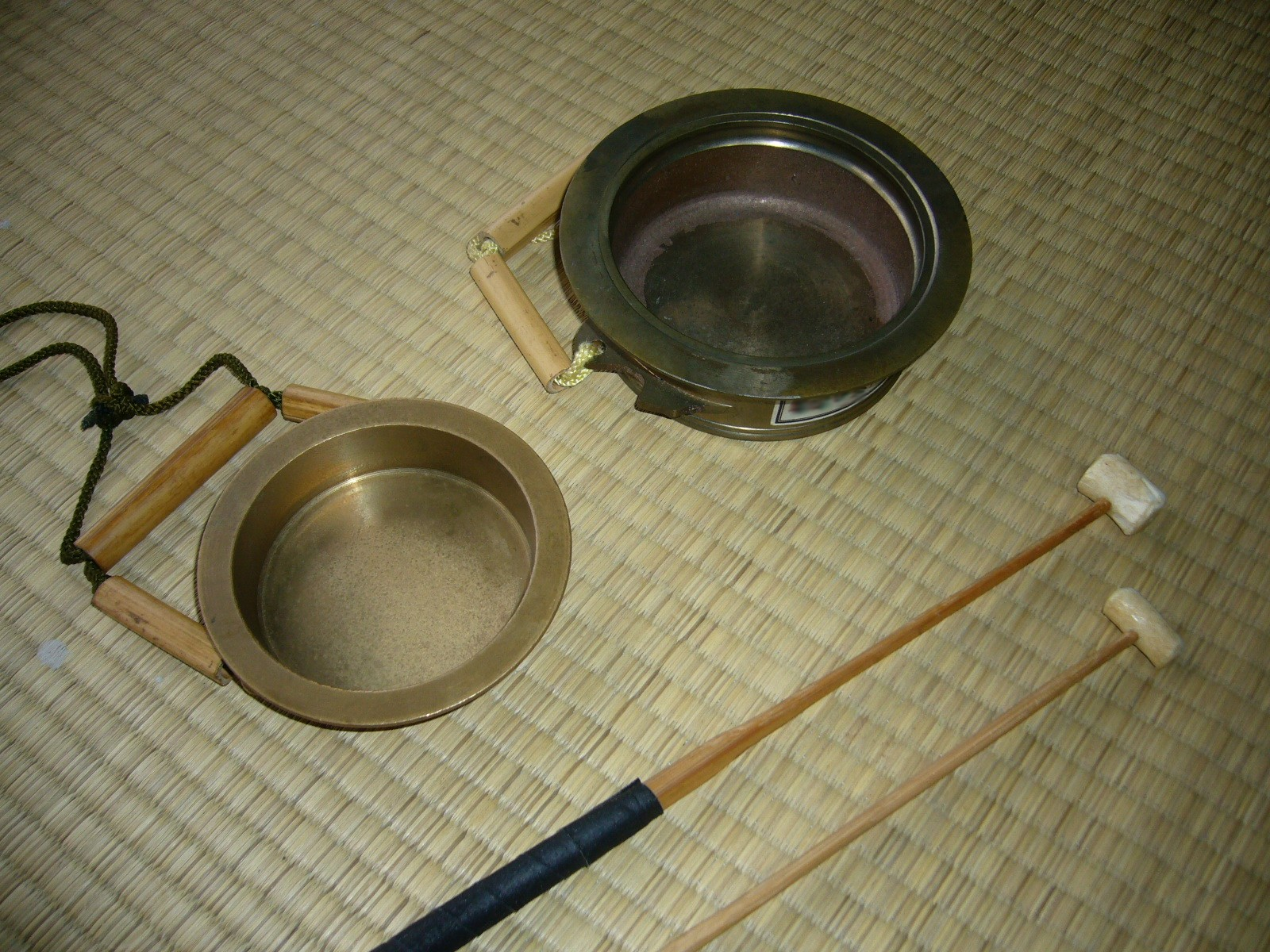
摺鉦と撞木

摺鉦（すりがね）は金属製の打楽器の一種。鉦吾（しょうご）、当たり鉦（あたりがね）、チャンチキ、コンチキ、チャンギリ、四助（よすけ）などともいう。

## 形状
皿のような形状で、大きさは15cm前後のものが多く用いられる。撞木（しゅもく）と呼ばれる、先端に鹿の角のついた棒で皿の内側を叩く。

## 使用される音楽
芝居の下座音楽や郷土芸能の音楽、祭囃子、阿波踊りなど民族舞踊に用いられる。管弦楽曲でも使用されることがあり、大栗裕の『大阪俗謡による幻想曲』では特徴的なリズムを刻む。最近では、福島弘和の『梁塵秘抄～熊野古道の幻想～』でも使われている。

## 奏法
奏法は、紐で吊るすか枠や柄をつけてそのまま打つ場合と、左手に直接持って指で音色や余韻を変えながら打つ場合がある。先述の撞木で叩くことにより音をだすが、その奏法は2種類あり皿のふちを叩く場合と中央部分を叩く場合がある。

## 名称について
この楽器を「当たり鉦」というのは、「する」という言葉を嫌ってのことである。また、「四助」というのは祭囃子で他の4人（締太鼓2、大太鼓1、笛1）を助けることからきているという。他、「摺鉦」という名称はふちを叩く動作の際、皿の中央部分を摺ることから、また、「チャンチキ（コンチキ）」という名称は中央部分を叩く場合を口伝にて「チャン（コン）」と表現し、ふちを叩く場合を口伝にて「チキ」と表現するためである。